# 养贤乡
养贤乡，是中华人民共和国安徽省宣城市宣州区下辖的一个乡镇级行政单位。

## 行政区划
养贤乡下辖以下地区：
新河社区、张埂村、仁义村、石山村、宝圩村、大山庵村、军塘村、幸福村、天成村、山河村和新河村。